# Jean-Marc Léger (écrivain)
Pour les articles homonymes, voir Jean-Marc Léger et Léger.
Jean-Marc Léger (né à Montréal le 8 janvier 1927 et mort à Montréal le 14 février 2011,,,) est un écrivain et journaliste québécois, souverainiste, ardent défenseur de la langue française et, « activiste de la francophonie », l’un des fondateurs de la francophonie multilatérale.

## Biographie
Jean-Marc Léger entreprend sa carrière à l'âge de 24 ans, en 1951, après les humanités gréco-latines (cours classique) et une spécialisation en droit, en sciences sociales et en histoire. Il est d'abord journaliste et éditorialiste, en information internationale (en cette époque de la Révolution tranquille au Québec et des indépendances nationales ailleurs), à La Presse, de 1951 à 1956, puis au Devoir, de 1957 à 1969.
En octobre 1953, à l'âge de 26 ans, il se rend à Paris, où deux ans auparavant il était étudiant à « Science po », pour faire connaître son idée d'une organisation francophone, entre autres au ministre français des Affaires étrangères de l'époque, Georges Bidault. Les journaux d'alors sont enthousiastes, parlant de ce jeune « Canadien français », « rédacteur à La Presse », proposant la création « d'un organisme central siégeant à Paris qui convoquerait chaque année une réunion générale dans laquelle les représentants des divers pays où l'on parle le français [notamment le Canada, la Belgique et Haïti] rencontreraient les délégués de la France et des territoires outre-mer pour discuter leurs intérêts culturels communs ». La Francophonie était là, pressentie par ce Jean-Marc Léger qui, au terme des conférences de Niamey, en 1969 et 1970 (donc après l'accession à l'indépendance des anciennes colonies françaises africaines, notamment), se voit confier l'important rôle de la développer, en invitant à la coopération culturelle et technique tous les pays où le français est parlé et sera la langue de ces échanges coopératifs. La convocation du premier véritable Sommet de la Francophonie n'aura lieu, cependant, qu'après un autre aussi long délai, en 1986.
Entre-temps, il préside l'Union canadienne des journalistes de langue française, de 1959 à 1961, et l'Association internationale des journalistes de langue française, de 1960 à 1962. Il est, de 1962 à 1963, le tout premier directeur de l'Office de la langue française (du ministère des Affaires culturelles du Québec),, le fondateur et le premier secrétaire général, de sa création en 1961 jusqu'en 1978, de l'Association des universités partiellement ou entièrement de langue française (AUPELF), devenue l'Agence universitaire de la Francophonie (AUF). 
Puis Jean-Marc Léger met sur pied et anime depuis Paris, comme secrétaire général, de 1970 à 1974, l'Agence de coopération culturelle et technique (ACCT), la première organisation internationale s'adressant aux pays francophones, devenue l'Organisation internationale de la Francophonie (OIF).
En 1978, jusqu'en 1981, Jean-Marc Léger devient délégué général du Québec à Bruxelles,. Dans les années 1980, il est deux fois sous-ministre adjoint, d'abord au ministère de l'Éducation (1981-1984), puis à celui des Relations internationales du Québec (1984-1986). 
De 1986 à 1988, le gouvernement du Québec lui confie le poste de commissaire général à la Francophonie, rattaché à ce dernier ministère, et chargé de mission (industries culturelles) auprès du Comité international des Sommets francophones, de 1986 à 1989.
Il termine sa carrière professionnelle comme directeur de la Fondation Lionel-Groulx, de 1989 à 1998, et comme conseiller en relations internationales. 
Passionné d’histoire et fervent nationaliste, Jean-Marc Léger a toujours été un ardent défenseur de la langue française et fut l’un des fondateurs de la « francophonie multilatérale »,.
Jean-Marc Léger est aussi auteur de livres consacrés à l'Afrique, à la francophonie et à la souveraineté du Québec. — Il fut, d'ailleurs, l'un des premiers journalistes à se dire ouvertement en faveur de l'indépendance du Québec. En 1964, cette idée d'indépendance, qu'il maintenait, lui coûte la direction du Devoir : alors qu'il est pressenti pour succéder à Gérard Filion, on lui préfère Claude Ryan. Et, un peu plus tard, « de façon cordiale et justifiée », raconte un jour Léger, Ryan lui demande de quitter l'éditorial et de redevenir « simple journaliste », invoquant la « cohérence » des positions.
Il meurt à 84 ans, le 14 février 2011, à Montréal, sa ville natale (v.  Charles Saint-Prot et Zeina el Tibi, « Patriote québécois et pionnier de la Francophonie (J.-M.Léger 1927-2011) », dans L'Action nationale, 20 mars 2011)
Le fonds d'archives de Jean-Marc Léger est conservé au centre d'archives de Montréal de Bibliothèque et Archives nationales du Québec. 

## Publications
- Afrique française, Afrique nouvelle, Le Cercle du Livre de France Ltée, Ottawa, 1958, 256 p[9].
- La Francophonie : grand dessein, grande ambiguïté, Nathan (Paris), Hurtubise HMH (Montréal), 1987, 242 p, 23 cm  (ISBN 2-89045-815-6)
- Vers l'indépendance? Le pays à portée de main, Leméac (Montréal), « Présent », 1989, 1993, 282 p.
- Le temps dissipé : souvenirs, Hurtubise HMH (Montréal), 2000 (© 1999), 474 p.  (ISBN 2-89428-358-X et 978-2-89428-358-5)

## Distinctions

### Récompenses
- 1965 - Prix Olivar-Asselin, à un journaliste québécois s'étant démarqué à la défense du français au Québec (Société Saint-Jean-Baptiste de Montréal)[2]
- 1969 - Ordre du Mérite (Association des diplômés de l'Université de Montréal)
- 1971 - Grand prix Léopold-Sedar-Senghor de la Francophonie
- 1993 - Certificat d'Honneur du Conseil International d'Études Francophones (CIÉF)[12], au Congrès mondial de Casablanca
- 1996 - Médaille de l'Académie des lettres du Québec (ALQ)
- 2002 - Prix Camille-Laurin, pour souligner son apport significatif à la promotion du français au Québec et dans la francophonie (Office québécois de la langue française)[8]
- 2005 - Prix Georges-Émile-Lapalme (Québec)[7]
- 2008 - Création du Prix Jean-Marc-Léger, par l’Institut de stratégie et de pédagogie en entrepreneuriat (ISPE)[13]
- 2010 - Médaille Senghor, pour son engagement et son militantisme en faveur de la Francophonie et des valeurs de la langue française (OIF)[14]

### Décorations
- 1965 - Officier de l’Ordre de l'Étoile équatoriale (Gabon)
- 1972 - Commandeur de l'Ordre national du Lion du Sénégal
- 1973 - Commandeur de l’Ordre national du Niger (Niger)
- 1974 - Grand officier de l'Ordre national de Léopold II (Belgique)
- 1978 - Chevalier de l'Ordre national de la Légion d'honneur (France)
- 1989 - Commandeur de l'Ordre national de la Légion d'honneur (France)
- 1992 - Officier de l'Ordre national du Québec (Québec)[15]
- 1993 - Commandeur de l’Ordre national de la Côte d'Ivoire (Côte d’Ivoire)
- 1993 - Commandeur des Arts et des Lettres[16]

### Doctoratshonoris causa
- 1972 - Université de Provence, (Aix-Marseille)[2]
- 1979 - Université de Montréal
- 1980 - Université nationale du Zaïre, Kinshasa
- 1986 - Université Paris-Sorbonne Paris IV